# 나나로바 하나
나나로바 하나(일본어: ななろば華 나나로바 하나[*])는 일본의 여성 일러스트레이터 (원화가)이다.
평소에는 동인 일러스트 보다는 오리지널 일러스트를 위주로 일러스트를 그리는 편이다.
코믹마켓과 Lump of Sugar에서의 활동으로 유명 해지고 있다.

## 게임
- 운명 선상의 파이 (運命線上のφ)
- 연상 릴레이션 (恋想リレーション)

## 라이트 노벨
- 숙녀 3원칙! (オトメ3原則!)

## 관련 인물
- 모에키바라 후미타케
- 아유야 (일러스트레이터)